# 丹尼爾·薩門納斯
丹尼爾·薩門納斯（英語：Daniel Samonas，1990年3月7日—）是加拿大的一位演員。他出生在加拿大的多倫多。他出演的主要作品包括迪士尼電視劇少年魔法師。

## 外部連結
- 丹尼爾·薩門納斯在互联网电影资料库（IMDb）上的資料（英文）
- Official website